# Уэйкхерст
«Уэйкхерст» (англ. Wakehurst AFC) — североирландский футбольный клуб, из города Баллимина, в графстве Антрим. Несмотря на то, что «Уэйкхерст» формально представляет город Баллимина, домашние матчи проводит на стадионе своего конкурента по чемпионату Мойолы Парк Милли Медоу, в деревне Каслдоусон, рядом с городом Марафелт, в графстве Лондондерри. Лучшим результатом является 3-е место в Втором Чемпионшипе в сезоне 2006/07. Основные цвета клуба бело-чёрные.

## Достижения
- Чемпионат графства Антрим
  - Победитель: 1989/90